# Southern Copper Corporation
Southern Copper Corporation es una empresa minera, filial del conglomerado mexicano; Grupo México. Se dedica a la explotación y procesamiento de minerales. La encarnación actual de Southern Copper se remonta a la adquisición en 2005 de Southern Peru Copper Corporation por parte del productor de cobre mexicano Minera México. Es una empresa componente del índice S&P/BVL Perú General.
La empresa es un importante productor y refinador de cobre, molibdeno, zinc, plata, plomo y oro, y opera minas y fundiciones en México y en Perú. Las operaciones de la firma se encuentran principalmente en el sur de Perú: Mina de Toquepala, Tía María y Cuajone. y el norte de México: Buenavista y La Caridad, en Sonora.
En 2023, la empresa produjo 775.214 Toneladas de cobre, 65.509 Toneladas de zinc, 47,475 Toneladas de molibdeno, 18.746 Toneladas de plomo y 7.44 millones de onzas de plata.

## Historia
Southern Copper comenzó a principios de la década de 1950 cuando cuatro empresas estadounidenses, ASARCO, Cerro de Pasco, Phelps Dodge y Newmont Mining, formaron la Southern Peru Copper Corporation para desarrollar los grandes depósitos de cobre en el sur de Perú. La construcción de la mina a cielo abierto de Toquepala comenzó en 1956 y la producción comercial se inició en 1960.
En 1969 se iniciaron los trámites para la explotación de la mina Cuajone, la única que fue concesionada durante el gobierno de Juan Velasco Alvarado.
En 1981, la compañía completó la expansión de la mina Toquepala y en 1996 comenzó a cotizar en la Bolsa de Valores de Nueva York y en la Bolsa de Valores de Lima. En 1999, Southern Copper adquirió la mina de cobre de Cuajone, también ubicada en Perú, lo que aumentó significativamente su producción.
En 2005, Grupo México, un conglomerado minero mexicano, adquirió una participación mayoritaria en Southern Copper.